# سن-ماکسیم-دو-مون-لوئی، کبک
سن-ماکسیم-دو-مون-لوئی (به فرانسوی: Saint-Maxime-du-Mont-Louis) شهری در منطقه شهری لا اوت-کاسپزی ناحیه گاسپزی-ایل-دو-لا-مادلن در استان کبک کانادا است. در سرشماری سال ۲۰۱۱ این شهر ۱٬۲۵۰ نفر جمعیت داشته‌است و مساحت آن ۲۲۰٫۳۸ کیلومتر مربع است.